# Ubume

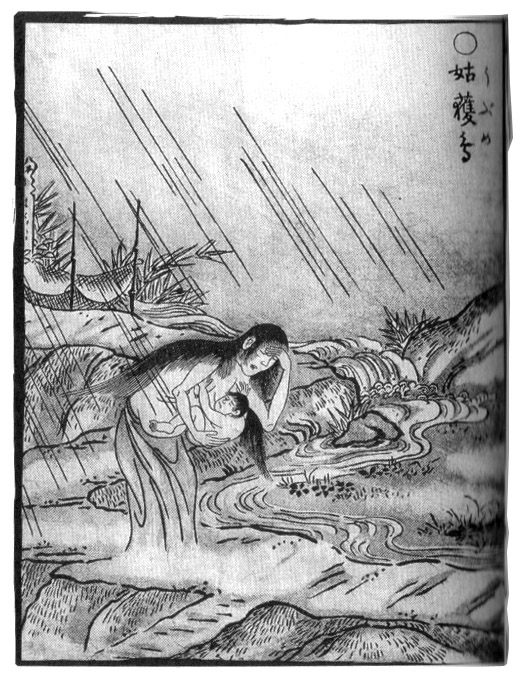
Illustration d'un ubume par Toriyama Sekien tiré du Konjaku Gazu Zoku Hyakki.

Une ubume (産女), litt. « femme ayant porté un enfant » est un yōkai du folklore japonais qui apparaît dans les histoires folkloriques ou la littérature sous forme de vieille avec un enfant dans les bras, implorant les passants de tenir l'enfant pour aussitôt disparaître. Selon la légende, le poids de l'enfant augmente progressivement jusqu'à ce que l'« enfant » ensorcelé se révèle n'être rien de plus qu'un énorme rocher ou bloc de roche. La première version de ce genre de conte est rapportée par Urabe Suetake, servante de Raiko.

## Ubume dans le folklore

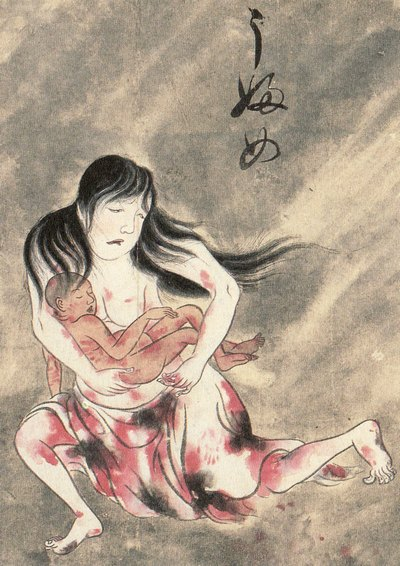
Représentation d'une ubume par Sawaki Suushi.

À l'origine, nom d'une espèce de petit poisson de mer dans le folklore japonais, le terme est maintenant appliqué au fantôme d'une femme morte en couches ou « fantôme de femme accouchant »,.
Généralement, l'ubume demande à un passant de tenir son enfant pendant un moment et disparaît lorsque sa victime prend le bébé emmailloté. Le bébé devient alors de plus en plus lourd jusqu'à ce qu'il soit impossible à porter. Il se  révèle alors ne pas être du tout un enfant humain mais un rocher ou une image en pierre de Jizō.
De nombreux chercheurs ont associé l'ubume avec la légende du hitobashira où une mère et un enfant sacrificiels « sont enterrés sous l'un des piliers d'un nouveau pont ».
Selon ces chercheurs, le Shoshin’in est l'endroit où les femmes des environs viennent prier pour concevoir un enfant ou avoir une grossesse réussie. Selon Stone et Walter (2008), l'origine de la légende du temple, situé au milieu du XVIe siècle, est relative à
... une statue moderne d'ubume, exposée une fois par an au mois de juillet. Lors de ce festival, les bonbons qui ont été offerts à l'image sont distribués et les femmes prient pour une délivrance sûre et un lait abondant. La statue, qui est vêtue de robes blanches, ne dispose que d'une tête, d'un torse et des bras ; elle n'a pas de partie inférieure.

## Ubume dans la littérature
Les histoires relatives  aux ubume sont racontées au Japon depuis au moins le XIIe siècle.
La collection de contes Konjaku hyaku monogatari hyoban du début du XVIIe siècle dit de l'ubume : 
Quand une femme perd la vie au cours d'un accouchement, son attachement spirituel (shūjaku) devient lui-même ce fantôme. Dans la forme, il baigne dans le sang à partir de la taille jusqu'en bas et se promène en criant « Nais! Nais! »(obareu, obareu).
Le roman policier à succès Ubume no natsu (en) de Natsuhiko Kyōgoku qui a recours à la légende d'ubume comme thème principal, a créé un phénomène de « folie ubume » au moment de sa publication en 1994 et a été adapté au cinéma en 2005.

## Ubume dans l'art
Les artistes de l'époque d'Edo ont produit de nombreuses images d'ubume, ordinairement représentées « nues jusqu'à la taille, vêtues d'une jupe rouge et portant un petit bébé ».
L'encyclopédie de fantômes Gazu hyakki yagyō de Toriyama Sekien parue à la fin du XVIIIe siècle présente d'autres illustrations d'ubume, de lutins et de goules.

## Source de la traduction
- (en) Cet article est partiellement ou en totalité issu de l’article de Wikipédia en anglais intitulé « Ubume » (voir la liste des auteurs).